# Стоян Параспуров
Стоян Коцев Параспуров е български революционер, деец на Вътрешната македоно-одринска революционна организация.

## Биография
Параспуров е роден в град Щип. Брат е на Иван Параспуров. Става член на ВМОРО. През декември 1903 година е четник на Мише Развигоров. Загива в сражение на 21 януари 1907 година в Радибуш.